# Louis Bourguet

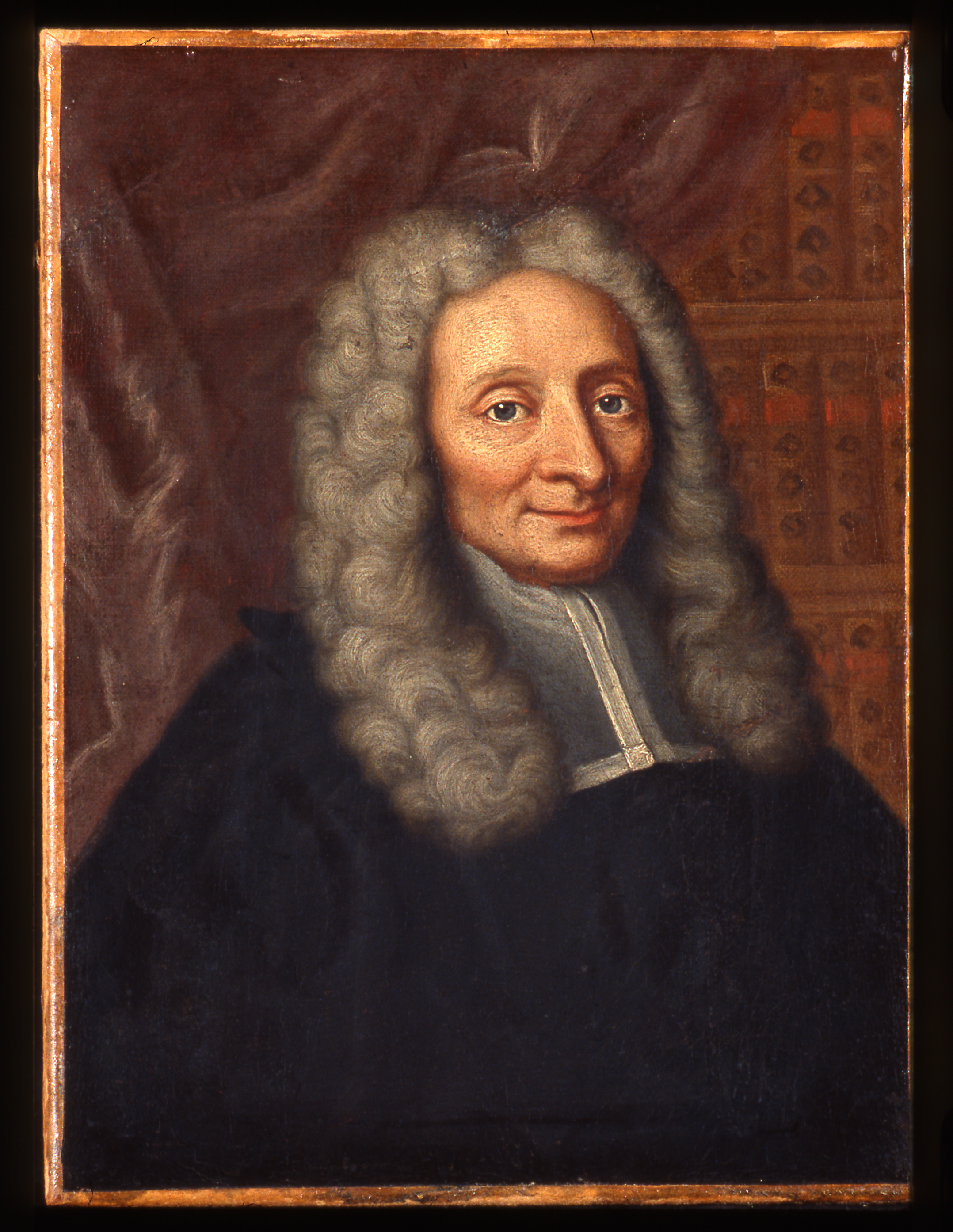
Louis Bourguet

Louis Bourguet (* 23. April 1678 in Nîmes; † 31. Dezember 1742 in Neuchâtel) war ein Neuenburger Universalgelehrter, bekannt für frühe Beiträge zur Geologie und Paläontologie.

## Leben
Bourguet war der Sohn hugenottischer Flüchtlinge. Sein Vater Jean war ein wohlhabender Kaufmann, der mit seiner Familie nach dem Edikt von Nantes erst nach Genf und dann nach Zürich ging und dort Manufakturen für Luxusgüter gründete. Bourguet ging in Zürich kurz 1688 zur Schule (Kollegium), um dann in das Familiengeschäft einzutreten. Er bereiste zuerst 1697 und 1699 Italien, wo er sich fortbildete und bei einem Rabbi Hebräisch lernte. Er war später noch häufig in Italien und lebte 1711 bis 1715 in Venedig und studierte in dieser Zeit bei Jakob Hermann in Padua und eventuell bei Bernardino Zendrini. 1702 heiratete er Susanne Jourdan, ebenfalls eine Hugenottin. Nach Vertreibung der hugenottischen Flüchtlinge aus Zürich lebte er in Bern und dann in Neuchâtel (Neuenburg), wo er 1704 Bürger wurde und einen Gelehrtenkreis von Naturwissenschaftlern um sich sammelte. Um 1715 gab er seinen Beruf als Geschäftsmann zunehmend auf und musste 1721 in Basel und Genf bankrott erklären, wonach er seine Sammlungen verkaufen musste. 1715 zog er endgültig nach Neuchâtel und verliess danach kaum noch die Schweiz (ausser einer Reise nach Holland 1725 um Probleme mit dem Druck seiner Bücher zu klären). Auf Drängen seiner Freunde bewarb er sich 1717 um eine Rechtsprofessur in Lausanne, zog das aber zurück. Seine Gesundheit liess ab 1718 nach. Er gab Privatunterricht in Neuenburg, hielt dort öffentliche Vorlesungen und wurde 1731 in Neuenburg Professor für Mathematik und Philosophie auf einem für ihn geschaffenen Lehrstuhl (damals hatte die Stadt allerdings keine Universität).
Bourguet ist bekannt als früher Geologe, der sich mit der Natur von Fossilien befasste, die er wie  John Woodward als marine Lebewesen und Relikte einer grossen Flut sah. Die Flut führte nach ihm zu einer Auflösung der vorherigen Welt und Neubildung von Gebirgen. Er verglich die detaillierte Struktur von Fossilien wie Ammoniten oder Nummuliten mit der zum Beispiel von Stalaktiten oder Mineralien, was nach ihm deutlich ihren organischen Ursprung bewies. Er betonte aber auch, dass sie aus demselben Material wie das umgebende Gestein bestehen. Er sammelte ab 1708 in der Schweizer Jura Fossilien und später in Italien. Seine Abhandlung über Versteinerungen enthält Abbildungen selbst gesammelter Fossilien und solcher aus den Werken von Karl Niklaus Lang und Johann Jakob Scheuchzer. Das Buch enthält auch eine Bibliographie zur Paläontologie und eine Liste von Fundstellen.
Bourguet, der viele Sprachen beherrschte, befasste sich auch mit Numismatik und Archäologie, unter anderem versuchte er sich an der Entzifferung des Etruskischen, was ihn vor allem zu seiner Zeit bekannt machte. Er vertrat die Ansicht eines gemeinsamen Ursprungs aller Menschen und Sprachen (mit dem Hebräischen als Ursprache). Er sammelte seltene Bücher (unter anderem Bibeln in fast fünfzig Sprachen, die er auch zum Sprachstudium nutzte), Antiquitäten und archäologische Funde. Er befasste sich in seiner Zeit in Italien 1711 bis 1715 mit dem Infinitesimalkalkül von Gottfried Wilhelm Leibniz und korrespondierte mit diesem unter anderem über chinesische Binärzahlen.
Er war 1728 Mitgründer der in Genf erschienenen Bibliothèque italique und 1732 des Mercure suisse (später Journal helvetique). Er korrespondierte mit Gottfried Wilhelm Leibniz, Johann I Bernoulli,  Johann Jakob Scheuchzer, Gian Girolamo Zannichelli, Antonio Vallisneri und René-Antoine Ferchault de Réaumur und war Mitglied der Akademien in Berlin (1731), Paris und der etruskischen Akademie in Cortona (Toskana).

## Schriften

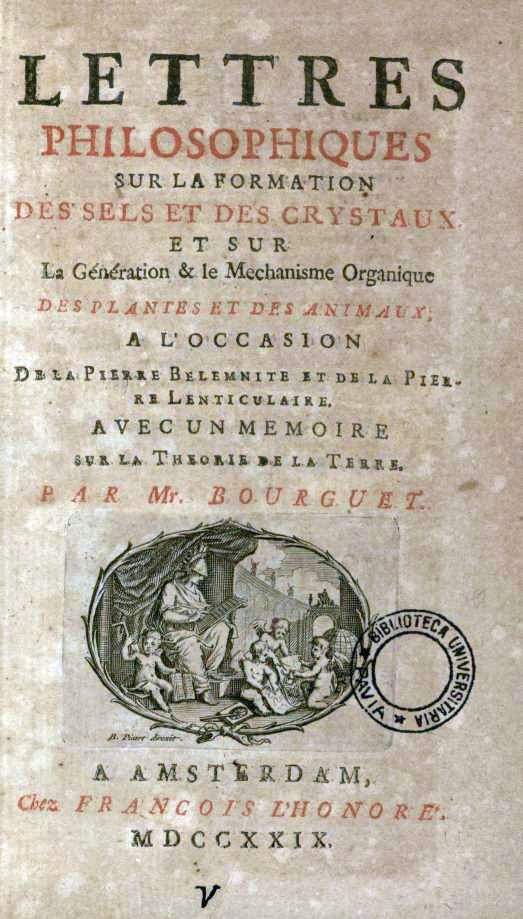
Lettres philosophiques sur la formation des sels et des crystaux, 1729

- Dissertation sur les pierres figurées. 1711 – unveröffentlicht, gegen Thesen von Karl Lang über Fossilien
- (unter Pseudonym:) Lettre sur deux prétenduës inscriptions Etrusques: à Monsieur le Marquis Scipion Maffei à Verone. In: Bibliothèque Italique. Band 3, 1728, S. 174–204 (Digitalisat).
  - (ital. Übs.:) Lettera sovra due pretese iscrizioni Etrusche al signor marchese Scipione Maffei a Verona. In: Saggi di dissertazioni accademiche pubblicamente lette nella nobile accademia Etrusca dell'antichissima città di Cortona. Band 2, 1738, S. 22–33 (Digitalisat).
- Lettres philosophiques sur la formation des sels et des crystaux. Et sur la génération & le mechanisme organique des plantes et des animaux. Amsterdam 1729 (Digitalisat), 2. Aufl. Amsterdam 1762 (Digitalisat) – geschrieben 1723, mit Anhang Memoire sur la theorie de la terre
- Spiegazione di alcuni monumenti degli antichi pelasgi trasportata dal Francese. Pesaro 1735 (Digitalisat)
- Mémoires pour servir à l'histoire naturelle des petrifactions dans les quatre parties du monde. Den Haag 1742 (Digitalisat)
- Traité des petrifications. Paris 1742 (Digitalisat), 2. Aufl. 1778 (Digitalisat) – Sammelwerk, mit Beiträgen von ihm und anderen, wie Pierre Cartier
- Opuscules mathématiques de Mr. de Bourguet ...; contenant des nouvelles théories, méthodes & formules pour la résolution des equations du second, troisième & quatrième degré. Leiden 1794 (Digitalisat)

Er veröffentlichte auch Artikel anonym oder unter den Pseudonymen Philalèthe und Philanthrope.